# سودکسو
سودکسو (به فرانسوی: Sodexo) شرکت خدمات فرانسوی و چندملیتی است، که به‌عنوان بزرگترین شرکت ارائه‌دهنده خدمات موادغذایی و مدیریت تسهیلات در جهان، شناخته می‌شود.
این شرکت در سال ۱۹۶۶ توسط پیر بلون تأسیس شد. دفتر مرکزی شرکت سودکسو در حومه پاریس و در شهر ایسی-لمولینو قرار دارد و بیش از ۴۱۰٫۰۰۰ نفر از ۱۳۰ ملیت مختلف در ۳۴ هزار شعبه سودکسو، مستقر در ۸۰ کشور جهان، اشتغال دارند.